# Heartbroken (Sevn Alias)
Heartbroken is een lied van de Nederlandse rapper Sevn Alias in samenwerking met de zanger Jonna Fraser. Het werd in 2020 als single uitgebracht en stond in hetzelfde jaar als elfde track op het album Bogey 4 the win van Alias.

## Achtergrond
Heartbroken is geschreven door Michiel Piek, Sevaio Mook en Jonathan Jeffrey Grando en geproduceerd door Whiteboy. Het is een nummer uit het genre nederhop. Het is een lied dat gaat over een relatiebreuk en hartenpijn. De single heeft in Nederland de gouden status.
Het is niet de eerste keer dat de twee artiesten met elkaar samenwerken. Voor Heartbroken stonden ze onder andere al samen op Niks nieuws, Architect en Pray for job.

## Hitnoteringen
De artiesten hadden succes met het lied in Nederland. Het piekte op de twaalfde plaats van de Single Top 100 en stond zes weken in deze hitlijst. De Top 40 werd niet bereikt; het lied bleef steken op de negende plaats van de Tipparade.